# Bonaventura Vigo
Bonaventura Vigo i Grau (1836 - 1886) va ser alcalde de Sallagosa els anys 1870 i 1871 i, posteriorment, del 1878 al 1884. El 3 de juny del 1882 va ser nomenat veguer d'Andorra en substitució d'un dimitit Ladèveze.

## Biografia
El 1878 va ser també elegit conseller del districte de Prada. Bonaventura Vigo descendia de dues il·lustres famílies cerdanes, de rics propietaris amb responsabilitats polítiques a nivell municipal.

### Genealogia
- Maria Coder d'Er, vídua de Jacint Vigo, es casà amb Joan Pere Grau de Baltarga el 4 de maig del 1692. Pertanyien a dues importants famílies cerdanes i al contracte de matrimoni s'indicava la possibilitat que els fills previs d'ambdós, Pere Grau i Margarida Anna Vigo, s'unissin entre ells també.
- El 1699, Bonaventura Vigo es casà amb Margarida Sicart i Rovira, germana del veguer de la Cerdanya, burgès honrat de Perpinyà.
- El seu net, Francesc Vigo Moreno (1724-1796) va ser representant del Tercer Estat i de la Cerdanya a l'Assemblea Provincial creada el 1787 en la Revolució Francesa. De la seva unió amb Maria Delcasso, filla del batlle i financer més important de la Cabanassa en nasqueren dotze fills.
- D'aquests, cinc foren de sexe masculí i només dos arribaren a l'edat adulta:
  - Bonaventura Vigo Moreno (1754-1833), es casà en primeres núpcies amb Maria Grau, de la casa de Quers (vall del Querol), sense descendència; i en segones amb Victòria Grau, de Callastres (Bajande). El 1802, i fins al 1812, va ser conseller del districte de Prada, alcalde de la vall de Querol el 1819, i d'Er a partir del 1824 i fins al 1830.
  - Llorenç Vigo Moreno (1765-1841), el 1787 es casà amb la seva cunyada Maria Núria Grau (germana de Maria), i en segones amb Margarida Grau, germana de Victòria Grau. Va ser alcalde de la Vall de Querol del 1800 al 1807, i d'Er del 1812 al 1824. Succeí el seu germà Bonaventura en el càrrec de conseller del districte de Prada, del 1812 al 1821, i a aquest any va ser elegit conseller general, càrrec que ocupà fins al 1830.
- Antoni Vigo Grau (1803- ?), fill de Llorenç i de Margarida, va ser alcalde d'Er de 1838 a 1848, i de 1852 a 1860. Un seguit d'inversions desafortunades el portaren a la fallida econòmica el 1861.
- El seu germanastre (fill de Llorenç i de Maria Núria) Bonaventura Vigo Grau (1793-1864) el 1823 es casà en terceres núpcies amb Maria Antonieta Grau, la seva cosina en quart grau, mercès a una dispensa especial, i tingueren onze fills. D'aquests, Llorenç Vigo Grau (1825-1902) va ser alcalde de la Vall de Querol del 1858 a 1870, i Bonaventura Vigo Grau (1836-1886) ho fou de Sallagosa els anys 1870 i 1871 i 1878-1884, a més de veguer d'Andorra. Eugeni Bonaventura de Vigo i Sallés (1883-1917), l'anarquista conegut pel pseudònim Miguel Almereyda, era net de Bonaventura Vigo Grau (1793-1864), i va ser pare del cineasta Jean Vigo (1905-1934).